# Flugplatz Ólafsfjörður

i8
i11
i13
Der Flughafen Ólafsfjörður (isländisch Ólafsfjarðarflugvöllur, IATA-Code: OFJ, ICAO-Code: BIOF)  lag im Nordosten von Island.
Er lag in der Gemeinde Fjallabyggð nur 500 m westlich der Stadt Ólafsfjörður.
Jetzt verläuft der Siglufjarðarvegur  hinter den Héðinsfjarðargöng aus Siglufjörður kommend quer über die frühere Start- und Landebahn.
Der 10,5 km lange Tunnel wurde zwischen 2006 und 2010 gebaut.
Durch den Tunnel ist der nächstgelegene Flugplatz in Siglufjörður etwa 13 km entfernt.